# Università della musica e del teatro di Lipsia
L´Università della musica e del teatro di Lipsia (in tedesco: Hochschule für Musik und Theater Leipzig), è un'università ubicata a Lipsia, nello stato di Sassonia, Germania.

## Storia
Felix Mendelssohn Bartholdy, compositore e direttore dell'Orchestra del Gewandhaus di Lipsia fondò un conservatorio a Lipsia il 2 aprile del 1843. La scuola cambiò sede e nome diverse volte: nel 1876 fu chiamata Königliches Konservatorium zu der Musik di Lipsia (Conservatorio reale di musica di Lipsia), e ci fu una nuova sede inaugurata il 5 dicembre 1887.
Cambiò di nuovo nome l'8 giugno 1941 mentre nel 1944 la scuola rimase chiusa per via della seconda Guerra Mondiale. L'ultima volta che cambiò il nome fu nel 1992.

## Rettori
Rettori dell'università:
- 1843-1847: Felix Mendelssohn Bartholdy (1809–1847)
- 1849-1881: Heinrich Conrad Schleinitz (1805–1881)
- 1881-1897: Otto Günther (1822–1897)
- 1897-1902: Carl Reinecke (1824–1910)
- 1902-1907: Arthur Nikisch (1855–1922)
- 1924-1932: Max Pauer (1866–1945)
- 1932-1942: Walther Davisson (1885–1973)
- 1942-1945: Johann Nepomuk David (1895–1977)
- 1945-1948: Heinrich Schachtebeck (1886–1965)
- 1948-1973: Rudolf Fischer (1913–2003)
- 1973-1984: Gustav Schmahl
- 1984-1987: Peter Herrmann (1941–2915)
- 1987-1990: Werner Felix (1927–1998)
- 1990-1997: Siegfried Thiele
- 1997-2003: Christoph Krummacher
- 2003-2006: Konrad Körner
- 2006-2015: Robert Ehrlich
- 2015-2020: Martin Kürschner
- 2020- : Gerald Fauth